# Bicca Olin
Bicca Olin, född 1 oktober 1998, är en grön politiker och förvaltningschef. Hen har tidigare fungerat som konsult, som förbundssekreterare för De gröna unga och studerandenas förbund, intressebevakningskoordinator för OSKU rf (Suomen Opiskelija-Allianssi) som representerar yrkesstuderande, styrelsemedlem för europeiska studerandeorganisation OBESSU (Organising Bureau of European School Student Unions) och två år som ordförande för Finlands svenska skolungdomsförbund (FSS) efter två år som vice ordförande och ett som styrelsemedlem.
Olin kommer från Borgå och har bott i Helsingfors sedan år 2016. Sedan hösten 2020 Olin har studerat ekonomi vid Hanken. Olin ställer upp i kommunalvalet 2025.

## Karriär
Under åren 2018–2019 fungerade Olin som ordförande för regnbågsorganisationen Regnbågsankan , numera Regnbågsallians, samt i styrelsen för Takorganisationen för Finlands ungdomssektor Allians.. Hen fungerade som förbundssekreterare för De gröna unga och studerandenas förbund från hösten 2019 till hösten 2022 då hen började som sakkunnig i samhällsrelationer på konsultbyrån Miltton. Under hösten 2023 började hen som förvaltningschef på Flyktingrådgivningen. 

## Politik
Olin representerar De gröna i Helsingfors stads nämnd för fostran och utbildning och är vice ordförande för nämndens svenska sektion, samt är styrelsemedlem i Sydkustens landskapsförbund. Hen fungerar också som suppleant i Helsingfors och Nylands sjukvårdsdistrikts nationalspråksnämnd.
Tidigare har Olin varit medlem i Helsigfors stads tvåspråkighetskommitté , ungdomssektionen samt i Helsingfors och Nylands sjukvårdsdistrikts nämnd för den språkliga minoriteten . Olin kandiderade i riksdagsvalet 2019 i Helsingfors valdistrikt och fick 339 röster vilket inte ledde till inval. Samma vår kandiderade hen i EU-valet men blev inte invald med sin totala röstmängd på 1589 röster. I riksdagsvalet 2023 kandiderade Olin i Helsingfors valdistrikt. 